# Science et Vie
Science et Vie (Science & Vie selon la graphie de la couverture) est un magazine mensuel français de vulgarisation scientifique fondé en 1913 à Paris par Paul Dupuy, fondateur du groupe Excelsior Publications.
Entre 2003 et 2021, le magazine change trois fois de propriétaire. Il appartient désormais à Reworld Media.

## Histoire

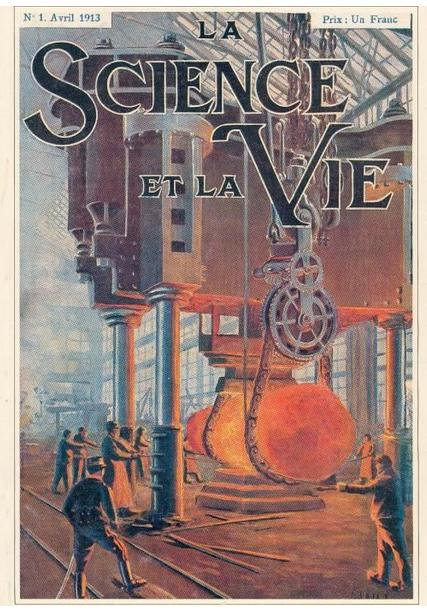
Couverture du no 1 : les aciéries françaises sous le regard de l'Armée (avril 1913).

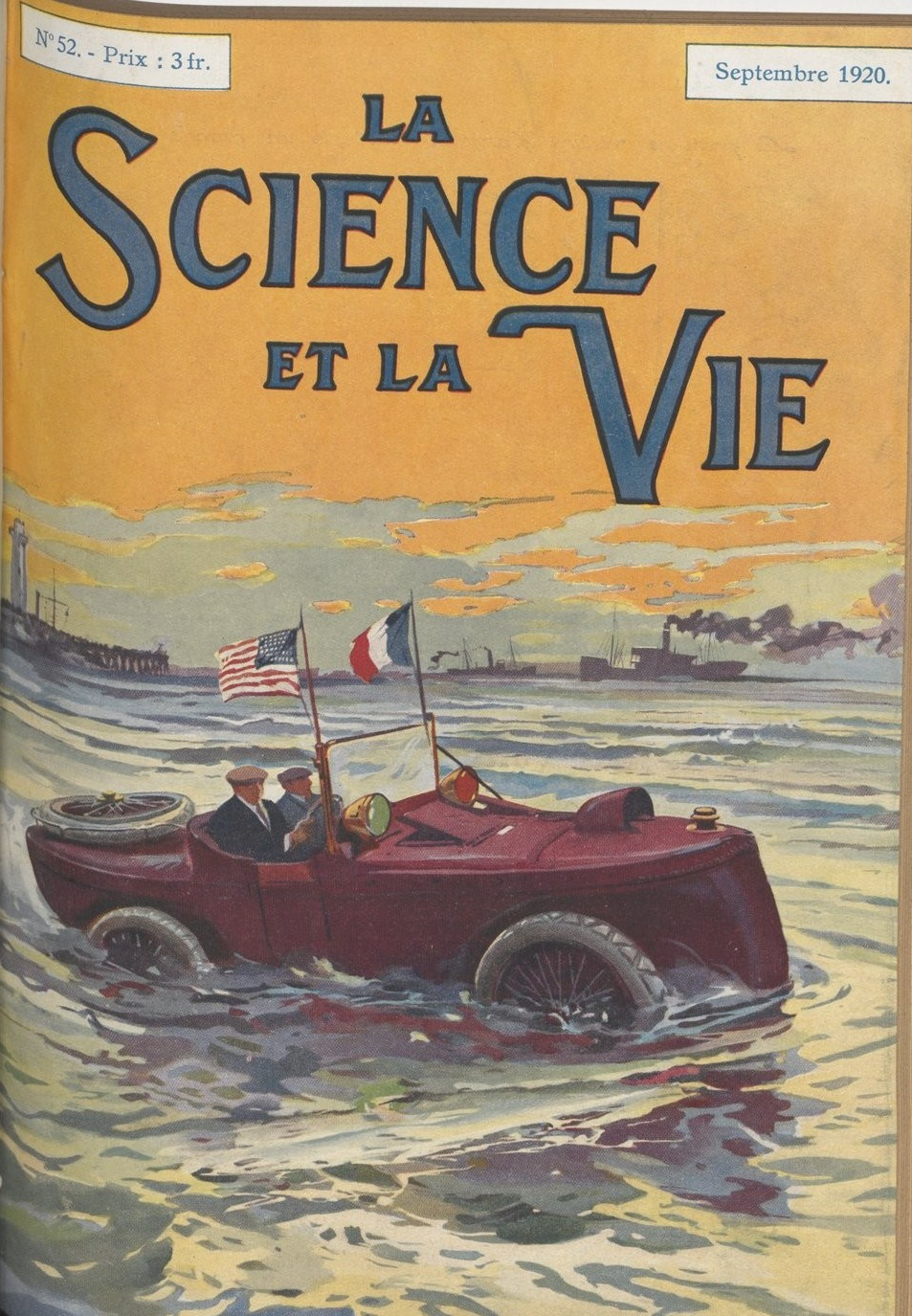
Couverture du no 52 : La Sirène, voiture flottante conçue par un ingénieur américain (septembre 1920).

### La Science et la Vie(1913-1943)
Le 1er avril 1913, sous le nom de La Science et la Vie, le premier numéro est lancé sous la direction de Paul Dupuy, fils de Jean Dupuy, ancien ministre, député et directeur du quotidien Le Petit Parisien. Ayant découvert aux États-Unis des magazines consacrés à la vulgarisation scientifique tels que Popular Science et Popular Mechanics, Paul Dupuy décide de créer en France un périodique scientifique similaire au format magazine visant le grand public. Son objectif est alors de mettre à la portée de tous les découvertes scientifiques de l'époque. Les articles, auxquels participent quelques personnalités scientifiques (Guillaume Bigourdan, membre de l'Institut de France, et Gabriel Lippmann, prix Nobel de physique en 1908, dès le premier numéro, puis Jean-Henri Fabre, de l'Académie française, Edmond Perrier, directeur du Muséum national d'histoire naturelle et président de l'Académie des sciences, et Jean Perrin, futur prix Nobel de physique, dans les deux numéros suivants) sont rédigés dans un style simple, abondamment illustrés, et abordent plusieurs sujets (électricité, physique, médecine, astronomie, etc.). Les premières couvertures sont illustrées entre autres par Paul Carrey et Henri Lanos.
Le magazine paraît à un rythme mensuel, comprend 144 pages, est imprimé en noir et blanc avec de nombreuses photos, sous une couverture dessinée en couleur, et est vendu un franc : il connaît rapidement un grand succès, atteignant cent mille exemplaires. Certains numéros doivent même être réédités pour faire face à la demande. La rédaction publie alors une annonce pour inciter des scientifiques à collaborer à La Science et la Vie, qui compte déjà cinq mille abonnés. À l'aube de la Première Guerre mondiale, son tirage passe à cent cinquante mille exemplaires.
En 1927, le magazine est dirigé par Helen Browne, épouse de Paul Dupuy. Elle confie ensuite la rédaction à Georges Bourrey : il définit le périodique comme le « magazine mensuel des sciences et de leurs applications à la vie moderne, rédigé et illustré pour être compris de tous ».
Durant les deux périodes de guerre, le magazine doit s'interrompre : d'abord en août 1914, puis reprend normalement son tirage ; il n'y a pas de numéro daté juillet 1940 et août 1944. C'est à partir de février 1943 qu'il prend son titre actuel, Science et Vie.

### Science et Vie, depuis 1945
En décembre 1945, le magazine publie un premier numéro hors-série consacré à l'« artillerie atomique ». Au fil du temps, ces hors-série thématiques deviennent trimestriels.
Le magazine est à l'origine de la rubrique « Blurg », acronyme de « baliverne lamentable à l'usage réservé des gogos », utilisée dans ses articles entre les années 1970 et les années 1990, pour stigmatiser des théories faussement scientifiques. L'homéopathie, la numérologie, la fusion froide, la mémoire de l'eau ainsi que certains aspects « New Age » prétendument dérivés de la psychanalyse ont, par exemple, été visées par cette expression.
Coïncidence symbolique mais fortuite, son millième numéro est paru le 1er janvier 2001.

### Changements de propriétaire
Édité à l'origine par le groupe Excelsior Publications (fondé en 1917), Science & Vie fait partie des titres rachetés par le groupe britannique Emap Plc en 2003. À partir de septembre 2006, le magazine est édité par le groupe Mondadori France, filiale du groupe de presse italien Arnoldo Mondadori Editore, propriété de Silvio Berlusconi via la Fininvest. La filiale française édite toutes les éditions thématiques. Son slogan est ainsi formulé : « Les questions de la Vie, les réponses de la Science ». Le 31 juillet 2019, Mondadori France est racheté par Reworld Media,.
Un an après son rachat par Reworld Media, la rédaction de Science et Vie, qui a perdu dix de ses vingt-neuf journalistes dans le cadre de la clause de cession, s'inquiète de son indépendance et de l'absence de moyens alloués par la nouvelle gouvernance. Des contenus mis en ligne sur le site web du magazine sans le consentement de la rédaction en chef ni de la direction de la rédaction ont mis le feu aux poudres et ont incité la Société des journalistes (SDJ) à tirer la sonnette d'alarme. Une démission collective de la rédaction n'est alors pas à exclure.
À la suite du départ de son directeur et aux nombreuses inquiétudes qui en découlent, la rédaction vote le 29 septembre 2020 une grève illimitée,. Elle reproche à Reworld de ne pas tenir sa promesse de recrutement de nouveaux salariés et de recourir à des « chargés de contenu » dont les productions éditoriales sont publiées, sur le site web de Science et Vie, sans le contrôle de la rédaction. Le 27 novembre 2020, la société des journalistes du mensuel vote une motion de défiance à l’encontre de Karine Zagaroli, la directrice des rédactions qui vient de remplacer Hervé Poirier. Le 15 décembre 2020, une tribune signée par plusieurs centaines d'universitaires est publiée dans Le Monde afin de dénoncer la qualité du contenu scientifique diffusé par le site internet de Science et Vie ainsi que la fuite de ses journalistes. 
En mars 2021, neuf journalistes du titre démissionnent. Il s'agit de cinq titulaires (une rédactrice, deux rédacteurs en chef adjoints, un chef de service, et un secrétaire de rédaction), le rédacteur en chef des hors-séries ainsi que trois pigistes. Huit titulaires et un unique journaliste scientifique demeurent à Science et Vie,,,,. Seul un journaliste écrivant, Thomas Cavaillé-Fol, promu rédacteur en chef adjoint, a choisi de rester, au côté d’un rédacteur en chef nommé en novembre 2020, Philippe Bourbeillon. Ce dernier est ensuite promu directeur adjoint de la rédaction en juin 2021, Thomas Cavaillé-Fol passant alors rédacteur en chef. Deux rédacteurs en chef adjoints, Dylan Beiner-Molière et Thomas Delozier rejoignent l'équipe  en juillet 2021. 

### Lancement du magazine concurrentEpsiloon
Estimant que Science et Vie « n’a plus les moyens d’être à la hauteur de l’exigence légitime des lecteurs », les neuf journalistes démissionnaires organisent le financement participatif d'un nouveau mensuel scientifique, Epsiloon, dont le rédacteur en chef est Hervé Poirier. Le premier numéro est publié le 23 juin 2021 et est édité par le groupe Unique Heritage Media, qui fait le choix d'un financement reposant à 93 % sur les lecteurs.

## Revues rattachées
Le groupe Excelsior Publications et les éditeurs suivants ont décliné le magazine sur d'autres thèmes, sous la forme de produits dérivés :
- 1983 - 2010 : Science et Vie micro (SVM) ;
- 1984 - 1992 : Science et Vie Économie[25] ;
- 1988 - 2011 : SVM Mac – déclinaison pour Mac de SVM ;
- 1989 : Science et Vie junior, leader de la presse scientifique dédiée aux adolescents (13–19 ans), 166 450 exemplaires, 1 073 000 lecteurs en 2012 ;
- 1991 : Les Cahiers de Science et Vie, 64 358 exemplaires en 2012 ;
- début des années 1990 : Science et Vie High Tech ;
- 1995 - 1997 : SVM Multimédia, 120 000 exemplaires ;
- 1999 : Science et Vie Découvertes, dédié aux plus jeunes (7–13 ans), 58 654 exemplaires, 822 000 lecteurs en 2012 ;
- 2011 : Science et Vie Guerres et Histoire, 45 000 exemplaires en 2012 ;
- 2012 : Skypix – 1re application sur l'astronomie ;
- 2013 : Science et Vie Kids – 1er iMag sur iPad.
- 2015 : Science & Vie TV, exploitée par Mediawan Thematics

## Formule
Après avoir contribué à populariser les découvertes scientifiques, Science et Vie s'est engagé, à partir des années 1960, dans la lutte contre les pseudo-sciences, les dérives de l'astrologie et les théories liées au paranormal. Le magazine a notamment été parmi les premiers à critiquer les recherches sur la mémoire de l'eau.
Néanmoins, au milieu des années 2000, Jean-Paul Krivine ou Monique Bertaud, du magazine Science et pseudo-sciences, ont reproché au magazine de laisser trop de place aux thèmes de la religion et du paranormal.

## Diffusion
Diffusion payée de Science et Vie par mois,, :
| Diffusion         | 2000    | 2001    | 2002    | 2003    | 2004    | 2005    | 2006    | 2007    | 2008    | 2009    | 2010    | 2011    | 2012    | 2013    | 2014    | 2015    | 2020    | 2021    | 2022    | 2023    |
| ----------------- | ------- | ------- | ------- | ------- | ------- | ------- | ------- | ------- | ------- | ------- | ------- | ------- | ------- | ------- | ------- | ------- | ------- | ------- | ------- | ------- |
| France seule      | 289 906 | 313 570 | 317 608 | 308 110 | 294 057 | 290 955 | 280 929 | 278 256 | 275 301 | 275 876 | 282 048 | 287 451 | 288 765 | 273 472 | 263 748 | 263 255 | 182 465 | 163 028 | 138 797 | 130 124 |
| France + étranger | –       | –       | 373 670 | 362 021 | 350 225 | 347 390 | 338 140 | 333 687 | 326 912 | 326 893 | 332 631 | 336 489 | 335 226 | 315 097 | 302 805 | 299 512 | 203 264 | 181 255 | 149 626 | 139 159 |